# Liste des présidents de l'Irlande
Le président de l'Irlande  (en irlandais Uachtarán na hÉireann) est à la tête de l'État, il est élu au suffrage universel direct mais son pouvoir est très restreint. Le poste a été introduit dans la Constitution de 1937. La résidence officielle du président est Áras an Uachtaráin à Dublin. Le tableau ci-dessous recense tous les présidents depuis l'institution de ce poste en 1937.
| Nom                       | Début du mandat   | Fin du mandat     | Parti politique           |
| ------------------------- | ----------------- | ----------------- | ------------------------- |
| Commission présidentielle | 29 décembre 1937  | 25 juin 1938      | par intérim               |
| Douglas Hyde              | 25 juin 1938      | 24 juin 1945      | nommé par tous les partis |
| Seán T. O'Kelly           | 25 juin 1945      | 24 juin 1952      | Fianna Fáil               |
| Seán T. O'Kelly           | 25 juin 1952      | 24 juin 1959      | Fianna Fáil               |
| Éamon de Valera           | 25 juin 1959      | 24 juin 1966      | Fianna Fáil               |
| Éamon de Valera           | 25 juin 1966      | 24 juin 1973      | Fianna Fáil               |
| Erskine Hamilton Childers | 25 juin 1973      | 17 novembre 1974  | Fianna Fáil               |
| Commission présidentielle | 17 novembre 1974  | 18 décembre 1974  | par intérim               |
| Cearbhall Ó Dálaigh       | 19 décembre 1974  | 22 octobre 1976   | Fianna Fáil               |
| Commission présidentielle | 22 octobre 1976   | 2 décembre 1976   | par intérim               |
| Patrick Hillery           | 3 décembre 1976   | 2 décembre 1983   | Fianna Fáil               |
| Patrick Hillery           | 3 décembre 1983   | 2 décembre 1990   | Fianna Fáil               |
| Mary Robinson             | 3 décembre 1990   | 12 septembre 1997 | Parti travailliste        |
| Commission présidentielle | 12 septembre 1997 | 10 novembre 1997  | par intérim               |
| Mary McAleese             | 10 novembre 1997  | 10 novembre 2004  | Fianna Fáil               |
| Mary McAleese             | 10 novembre 2004  | 10 novembre 2011  | Fianna Fáil               |
| Michael D. Higgins        | 11 novembre 2011  | 11 novembre 2018  | Parti travailliste        |
| Michael D. Higgins        | 11 novembre 2018  | en fonction       | Parti travailliste        |

- La commission présidentielle de 1937-1938 était composée de Timothy Sullivan (indépendant), Francis Patrick Fahy (Fianna Fáil) et Conor Alexander Maguire (indépendant).
- Les commissions présidentielles de 1974 et de 1976 étaient composées de Seán Treacy (Labour Party), James Clement Dooge (Fine Gael) et Thomas Francis O'Higgins (indépendant).
- La commission présidentielle de 1997 était composée de Liam Hamilton (indépendant), Seamus Pattison (Labour Party), et Liam Thomas Cosgrave (Fine Gael). Cependant, ce dernier fut remplacé à partir du 17 septembre 1997 par Brian Mullooly (Fianna Fáil).